# Tylecodon pusillus
Tylecodon pusillus ist eine Pflanzenart der Gattung Tylecodon in der Familie der Dickblattgewächse (Crassulaceae).

## Beschreibung
Tylecodon pusillus wächst als zwergige und verzweigte Sukkulente mit bis zu 4,5 cm Höhe aus einer unterirdischen, teilweise offen liegenden, knolligen Basis mit 2,5 cm Durchmesser und grauer, sich abschälender Rinde. Die kurzen Triebe sind an der Basis 2 cm im Durchmesser. Die blättertragenden Triebe sind 3 mm im Durchmesser. Die an den Triebspitzen gedrängt stehenden, ein bis fünf Blätter sind ausgebreitet und auf den Boden gepresst. Die nierenförmige runde bis herzförmige Blattspreite ist 4 bis 12 mm lang und 5 bis 17 mm breit. Sie ist drüsig behaart mit durchscheinenden Haaren, an der Basis keilförmig und an der Spitze stumpf bis zugespitzt. Die Oberseite ist flach bis rinnig ausgebildet, die Unterseite ist konvex geformt. 
Die Blütenstände bilden bis 7 cm lange, aufrechte Thyrsen mit 1 bis 3 Monochasien. Die aufrechten Blüten stehen auf einem 5 bis 6 mm langen Blütenstiel. Die zylindrische Blütenkrone ist blassgelb gefärbt und 5 bis 6 mm lang. Sie ist drüsig-flaumhaarig, die gelben Zipfel sind auf der Oberseite behaart und später zurückgebogen. 

## Systematik und Verbreitung
Tylecodon pusillus ist in der südafrikanischen Provinz Nordkap im Richtersveld verbreitet. Die Erstbeschreibung erfolgte 1989 durch Peter Vincent Bruyns.